# Basile Bouchon
Basile Bouchon var en fransk væver, der udviklede den automatiske væv. Han fik ideen fra "selvspillende" orgler, der virkede ud fra en slags hulkort, og lavede et tilsvarende system med en automatisk væv, der afspillede en optaget vævning. Dette førte til den senere hen meget populære Jacquardvæv.